# Thesprotia insolita
Thesprotia insolita es una especie de mantis de la familia Thespidae.

## Distribución geográfica
Se encuentra en Costa Rica.